# Богоя Сапунджиев
Богоя Добрев Сапунджиев е български филмов сценограф и поет, по образование архитект.

## Биография
Роден е на 28 март 1930 г. в семейство на учителка и адвокат. През 1955 г. завършва Московския архитектурен институт, а от 1958 г. е началник на Декоростроителния отдел и художник-постановчик в Студията за игрални филми „Бояна“. Работи главно в областта на филмовата сценография. Сценограф е и на много театрални постановки и опери. Творческата му биография е впечатляваща. Реализирал е над 110 филмови и телевизионни сценографии, повече от 95 театрални, оперни и концерти постановки. Подготвил е 28 самостоятелни изложби, като негови творби се намират в редица български и европейски галерии и музеи – Париж, Барселона, Рим, Берлин, Прага, Варшава, Краков, Москва, Канада, Скопие, Панагюрище, Велико Търново, Пазарджик, Самоков и София. Автор е на 20 книги за деца и 18 стихосбирки за възрастни. Автор на няколко реализирани сценария за телевизията и мултфилма.   
Лауреат на Димитровска награда от 1982 година за филма Хан Аспарух. Също медал за заслуги в армията, почетен кортик, орден Кирил и Методий, заслужил деятел на културата и заслужил артист. Получил и „Заслужил деятел на културата“ и „Заслужил артист“. Почетен гражданин на родния си град Панагюрище, почетен член на читалище „Виделина“ и почетен член на клуба за приятелство с Русия и другите славянски народи в Самоков, както и носител на наградата на „Ян трети Собиетски“ от Полша, лауреат е и носител на златен медал за театралната постановка „Таня“ и др   
Той издейства и узакони архитектите да творят като художник-постановчици, правилността на което времето потвърди. Така стана известен в много страни като: Полша, Чехия, Германия, Австрия, Испания, Русия, Украйна, Сърбия, Франция и др. Неговите ескизи, бидейки ценни като картини, се намират в Париж, Испания, Москва, Канада, Македония, в музея на архитектурата във Велико Търново, историческия музей в Панагюрище.  
През 2020 година Богоя Сапунджиев прави 28-ата си ретроспективна изложба, по случай своята 90-а годишнина. През 2021 г. е награден с почетен знак на Министерството на културата „Златен век“ - огърлие, за постигнати високи творчески резултати и принос в развитието и популяризирането на културата.

## Филмография

### Като сценограф
- „Нощ без теб“ (тв, 1990)
- „Мъгливи брегове“ (1985)
- „Хан Аспарух“ (1981)
- „Въздушният човек“ (1980)
- „Топло“ (1978)
- „Фильо и Макензен“ (тв сериал, 1978)
- „Матриархат“ (1977) (заедно с Ася Попова)
- „Малката русалка“ (1975)
- „Селянинът с колелото“ (1974)
- „Най-добрият човек, когото познавам!“ (1973)
- „Галилео Галилей“ (1968)
- „Отклонение“ (1967) – (заедно с Любомир Йорданов)
- „Хроника на чувствата“ (1962)

## Творчество
- Бунай, изд. Богианна, 2009 г., ISBN 978-954-676-085-2
- Озарени от залеза, изд. Богианна, 2009 г., ISBN 978-954-676-086-9
- Гумената жабка върху Гоговата шапка, изд. Богианна, 2011 г., ISBN 978-954-676-094-4
- Ореолът на Панагюрище, изд. Богианна, 2012 г., ISBN 978-954-676-101-9